# Данил Квјат
Данил Квјат (рус. Дании́л Вячесла́вович Квят; 26. април 1994) руски је аутомобилиста и бивши возач формуле 1, који је последње возио за Алфа Таури. Његово родно мјесто је Уфа. Прије почетка каријере у формули 1 освојио је Рено 2.0 Алпи серију и ГП3 серију.
Каријеру је почео 2005. у картингу, док је 2010. прешао у формулу БМВ, гдје је возио европску и пацифичку серију. Године 2011. возио је три серије формуле Рено: Еврокуп 2.0 завршио је на трећем мјесту, иза Робина Фрајнса и Карлоса Саинса млађег, формулу Рено 2.0 НЕЦ завршио је на другом мјесту, иза Саинса, док је формулу Рено УК завршио на трећем мјесту, иза Оливера Роуланда и Дана Велса. Године 2012, завршио је на другом мјесту у Еврокупу формуле Рено 2.0, иза Стофела Вандорна, након чега је освојио серију формула Рено 2.0 Алпи, три бода испред Нормана Натоа. Године 2013. освојио је ГП3 серију, након чега је возио у Шампионату европске формуле 3, гдје је учествовао као гостујући возач; остварио је једну побједу и седам подијума.
Године 2014, дебитовао је у формули 1, у тиму Торо Росо, завршивши сезону на 15 мјесту, са освојених осам бодова. Године 2015, прешао је у Ред бул, са којим је освојио први подијум у каријери, завршивши на другом мјесту на Великој награди Мађарске; сезону је завршио на седмом мјесту. Сезону 2016. почео је у Ред булу, завршио је Велику награду Кине на трећем мјесту, а након четврте трке — Велике награде Русије, враћен је у Торо Росо, док је умјесто њега из Торо Роса у Ред бул прешао Макс Верстапен. Сезону је завршио на 14 мјесту.
У сезони 2017. возио је на првих 14 трка, након чега га је замијенио Пјер Гасли; возио је и 17 трку, након чега је отпуштен из тима и из програма Ред була, а поново га је замијенио Гасли до краја сезоне. Након годину паузе, вратио се у Торо Росо у сезони 2019, у којој је освојио један подијум, завршивши на трећем мјесту Велику награду Њемачке; сезону је завршио на 13 мјесту у шампионату.
Сезону 2020 завршио је на 14 мјесту у шампионату, након чега Торо Росо није продужио уговор са њим и у тиму га је замијенио Јуки Цунода за сезону 2021.

## Каријера у формули 1
Сезона 2014. је његова прва у формули 1. Возио је за Торо Росо а тимски колега му је био Жан Ерик Верњ. Сезону 2015. започиње преласком у Ред бул рејсинг а у том тиму његов колега је Данијел Рикардо.

## Потпуни попис резултата у Формули 1
(Легенда) (Трке које су подебљане означавају пол позицију, а трке које су искошене означавају најбтжи круг трке)
| Година | Тим             | Шасија | Мотор               | 1.  | 2.  | 3.  | 4.  | 5.  | 6.  | 7.  | 8.  | 9.  | 10. | 11. | 12. | 13. | 14. | 15. | 16. | 17. | 18. | 19. | 20. | Бодови | Место |
| ------ | --------------- | ------ | ------------------- | --- | --- | --- | --- | --- | --- | --- | --- | --- | --- | --- | --- | --- | --- | --- | --- | --- | --- | --- | --- | ------ | ----- |
| 2015.  | Ред бул рејсинг | РБ11   | Рено енерџи Ф1-2015 | АУС | МАЛ | КИН | БАХ | ШПA | МОН | КАН | АУТ | ВБР | МАЂ | БЕЛ | ИТА | СИН | ЈАП | РУС | САД | МЕК | БРА | АБД |     | 16*    | 9.*   |

* Сезона у току